# 函館駐屯地
函館駐屯地（はこだてちゅうとんち、JGSDF Camp Hakodate）は、北海道函館市広野町6-18に所在し、第28普通科連隊等が駐屯する陸上自衛隊の駐屯地である。

## 概要
北海道最南端の駐屯地で、北海道南部の陸上交通の結節・終着点であり、国際海峡（特定海域）である津軽海峡を眼前に望む。
駐屯地司令は、第28普通科連隊長が兼務。最寄の演習場は、駒ケ岳演習場（茅部郡鹿部町）。
冷戦期の1976年にはソ連から亡命してきたMiG-25戦闘機が函館空港に強行着陸するベレンコ中尉亡命事件が発生し、ソ連特殊部隊（スペツナズ）の奪還作戦に備えて極秘裏に出動体制を整えていたとの説がある。
資料館が設置されている。
駐屯地のすぐ近くには、函館競輪場や乃木神社函館分社がある。

## 沿革
日本陸軍
- 陸軍砲兵練兵所

警察予備隊函館駐屯地
- 1950年（昭和25年）10月15日：東千歳駐屯地で編成された部隊（1000人）が函館駐屯地に移駐し函館駐屯地が開設。
- 1951年（昭和26年）
  - 5月1日：警察予備隊第5連隊第3大隊が編成。
  - 8月：第200仮会計隊第3分遣隊発足（現在の第332会計隊）
  - 10月1日：新隊員訓練部隊編成。
- 1952年（昭和27年）1月19日：第5連隊第3大隊が第4連隊第3大隊に改称。

保安隊函館駐屯地
- 1952年（昭和27年）
  - 10月15日：警察予備隊が保安隊に改編。北部方面隊が編成。駐屯地管理隊編成（現在の函館駐屯地業務隊）。
  - 11月28日：北部方面通信所函館支所編成完結（現在の第311基地通信中隊函館派遣隊）。
  - 12月12日：臨時青函地区輸送連絡部函館支部設置（後の中央輸送業務隊青函地区隊函館派遣隊）。
  - 12月：独立第47特科大隊が姫路駐屯地から移駐。
- 1953年（昭和28年）
  - 3月12日：第400警務大隊第2警務中隊函館派遣隊設置（後に第101地区警務隊函館派遣隊）。
  - 9月1日：函館駐屯地業務隊が編成完結。
  - 10月5日：第4連隊第3大隊が釧路駐屯地に移駐。

陸上自衛隊函館駐屯地
- 1954年（昭和29年）
  - 7月1日：
- #陸上自衛隊設置に伴い函館駐屯地が開設される[2][3]。
  1. 独立第47特科大隊が第106特科大隊に改編。

  - 7月5日：第1新隊員教育隊及び第2新隊員教育隊が編成完結。
  - 12月15日：第106特科大隊が東千歳駐屯地へ移駐。
- 1959年（昭和34年）8月13日

1. 第1新隊員教育隊を第101教育大隊に改編。
2. 第2新隊員教育隊を廃止。

- 1962年（昭和37年）
  - 8月3日：第28普通科連隊が滝川駐屯地から移駐。
  - 8月11日：

  1. 第101教育大隊が真駒内駐屯地に移駐（後に第101教育大隊が第3教育連隊に改編）。
  2. 第28普通科連隊が新隊員教育を担当。
- 1964年（昭和39年）3月31日：第311地区施設隊が高田駐屯地から移駐。
- 1971年（昭和46年）7月3日：東亜国内航空「ばんだい号」が横津岳に墜落、災害派遣。
- 1976年（昭和51年）9月6日：MiG-25が函館空港に強行着陸する（ベレンコ中尉亡命事件）。
- 1988年（昭和63年）3月25日：第311地区施設隊を第343施設中隊に改編。
- 1993年（平成5年）7月12日：北海道南西沖地震、奥尻島に災害派遣。
- 1996年（平成8年）3月29日：第11師団の改編に伴い、第28普通科連隊第4普通科中隊及び第343施設中隊が倶知安駐屯地に移駐。
- 2006年（平成18年）3月27日：中央輸送業務隊青函地区隊の廃止に伴い、第3移動支援隊を新編。
- 2008年（平成20年）3月26日：第11師団の旅団化に伴う駐屯部隊改編及び移駐。

1. 第28普通科連隊を普通科連隊（軽）に改編。
2. 中央輸送業務隊第3移動支援隊が横浜駐屯地へ移駐。
3. 第101地区警務隊函館派遣隊を第120地区警務隊函館派遣隊に改編。

- 2017年（平成29年）
  - 9月19日：敷地内に地対空誘導弾パトリオットミサイル（PAC3）部隊を配備[4]。
  - 9月27日：小野寺五典防衛相が視察[5]。

## 駐屯部隊

### 北部方面隊隷下部隊
- 第11旅団
  - 第28普通科連隊
  - 第11後方支援隊
    - 第2整備中隊
      - 第3普通科直接支援小隊
- 北部方面混成団
  - 第52普通科連隊
    - 第1普通科中隊
      - 函館出頭（即応予備自衛官出頭地）
- 北部方面システム通信群
  - 第101基地システム通信大隊
    - 第314基地通信中隊
      - 函館派遣隊
- 北部方面会計隊
  - 第332会計隊
- 函館駐屯地業務隊

### 防衛大臣直轄部隊
- 警務隊
  - 北部方面警務隊
    - 第120地区警務隊
      - 函館派遣隊

### 共同の機関
- 自衛隊函館地方協力本部 - （函館駐屯地の隣接地である函館市広野町6-25に所在しており、道南地域援護センターと地本用車両は駐屯地内にある）
  - 函館地区隊
  - 道南地域援護センター

## 最寄の幹線交通
- 一般道：国道5号、国道227号、国道278号、北海道道63号函館空港線、北海道道83号函館南茅部線、北海道道100号函館上磯線
- 鉄道：JR北海道函館本線 函館駅
- 港湾：函館港、（重要港湾）、江差港、（地方港湾）
- 飛行場：函館空港、鹿部飛行場、八雲飛行場

## 重要施設
- 知内発電所（出力70.0万kW。石油、オリマルジョン）（上磯郡知内町）
- コスモ石油 函館物流基地（北斗市）
- 太平洋セメント 上磯工場（北斗市）
- 松前警備所（松前郡松前町）
- 奥尻空港（奥尻郡奥尻町）
- 東京航空局 函館航空路監視レーダー事務所（函館市）
- 青函トンネル